# VfL Mennighüffen
Der VfL Viktoria Mennighüffen (offiziell: Verein für Leibesübungen Viktoria Mennighüffen e.V.) ist ein Sportverein aus dem Löhner Stadtteil Mennighüffen. Die erste Fußballmannschaft spielte zwei Jahre in der höchsten Amateurliga Westfalens.

## Geschichte
Der Verein wurde am 14. Mai 1931 in der Gaststätte Tümpelkrug gegründet. Schon auf der Gründungsversammlung gab es einen Streit, ob der Verein VfL Mennighüffen oder VfL Viktoria Mennighüffen heißen sollte. Der als Kompromiss von Lehrer Redecker vorgeschlagene Namen Rasensportverein Mennighüffen erhielt keine Mehrheit. Nachdem es bei der entscheidenden Abstimmung zu einem Patt gekommen war, entschied die Stimme des Versammlungsleiters Gustav Reinking zu Gunsten des heutigen Vereinsnamens VfL Viktoria Mennighüffen.
Neben den Hauptsportart Fußball bietet der Verein die Sportarten Karate, Tischtennis und Turnen an. Im Jahre 1976 verhandelte der Verein über eine Fusion mit dem SV Löhne-Obernbeck, die die Mennighüffener Mitglieder jedoch ablehnten. Auch Fusionsgespräche mit dem Verein TuRa Löhne scheiterten. Die Handballabteilung spaltete sich am 12. Juni 2017 unter dem Namen VfL Handball Mennighüffen vom Hauptverein ab.

## Fußball
Im Jahre 1951 stiegen die Fußballer des VfL in die Bezirksklasse auf. Zwei Jahre später gelang nach einem Entscheidungsspielsieg über den SV Oetinghausen der Aufstieg in die Landesliga, die damals die höchste westfälische Amateurliga war. In der Aufstiegssaison 1953/54 gelang der Klassenerhalt nur knapp. Ein Jahr später gelang der Mannschaft mit einem 3:0-Sieg bei Arminia Bielefeld eine große Überraschung. Dennoch konnte dieser Sieg den Abstieg in die Bezirksklasse nicht verhindern. Da 1956 die Verbandsliga oberhalb der Landesliga eingeführt wurde, gab es in diesem Jahr einen erhöhten Aufstieg aus den Bezirksklassen, so dass dem VfL die Vizemeisterschaft hinter dem FC Lübbecke zur Rückkehr in die Landesliga reichte.
Zurück in der nunmehr viertklassigen Landesliga erreichten die Mennighüffener auf Anhieb Platz vier, mussten aber auch eine 1:9-Heimniederlage gegen Meister Borussia Lippstadt einstecken. In den folgenden Spielzeiten rutschte der VfL ins Mittelfeld zurück und stritt mit dem SV Löhne-Obernbeck um die lokale Vorherrschaft. Anfang der 1960er Jahre kämpfte Mennighüffen gegen den Abstieg. 1961 sicherte sich die Mannschaft den Klassenerhalt erst im Entscheidungsspiel. Vor 2.000 Zuschauern im Stadion Brackwede wurde der TSV Detmold mit 4:1 besiegt. In den ausklingenden 1960ern konnte sich die Mannschaft jedoch stabilisieren. Dennoch stieg die Mannschaft 1970 in die Bezirksliga ab.
Der direkte Wiederaufstieg wurde als Vizemeister hinter TuRa Löhne verpasst, ehe dann 1973 der Wiederaufstieg in die Landesliga gelang. Zwei Jahre später sorgte der Verein mit der Verpflichtung von Heinz-Günter Sibilski als Trainer für Schlagzeilen. Im November 1975 starb Sibilski jedoch an den Folgen eines Autounfalls in der Nähe von Hiddenhausen. Im Jahre 1977 beendete der VfL, der SV Löhne-Obernbeck und der VfL Schlangen die Saison punktgleich. In einer Entscheidungsrunde wurden aus diesem Trio zwei Absteiger ermittelt. Alle Spiele endeten unentschieden und Löhne-Obernbeck rettete sich durch die beste Tordifferenz.
Nach zwei Vizemeisterschaften hinter SuS Vlotho-Winterberg bzw. dem SV Oetinghausen schaffte der VfL 1988 erneut den Aufstieg in die Landesliga. Vier Jahre hielt sich die Mannschaft dort, ehe es 1992 wieder runter in die Bezirksliga ging und im Jahre 2000 der Abstieg in die Kreisliga A folgte. Nach dem sofortigen Wiederaufstieg entwickelte sich der VfL zu einer Spitzenmannschaft der Liga und wurde viermal in Folge Vierter und einmal Dritter. Jedoch wiesen die Mennighüffener stets einen großen Rückstand auf den jeweiligen Meister auf. Anschließend rutschte die Mannschaft ins Mittelfeld ab und stieg 2010 erneut in die Kreisliga A ab. 2019 wurde der VfL dort Vizemeister hinter FA Herringhausen/Eickum und schaffte ein Jahr später den Aufstieg in die Bezirksliga.

## Erfolge
- Aufstieg in die Landesliga Westfalen: 1953, 1956, 1971, 1988

## Persönlichkeiten
- Karl-Heinz Koberstein
- Marcel Lenz (geb. Stadel)
- Heiko Ruwe
- Karlheinz Schelp
- Karl-Friedrich Stremming
- Robert Tesche
- Kurt Zentner